# Epidesma klagesi
Epidesma klagesi är en fjärilsart som beskrevs av Rothschild 1912. Epidesma klagesi ingår i släktet Epidesma och familjen björnspinnare. Inga underarter finns listade i Catalogue of Life.